# 하워드 가드너

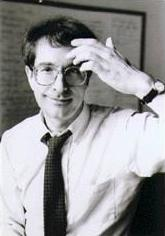

하워드 가드너(Howard Gardner, Howard Earl Gardner, 1943년 7월 11일 ~ )은 미국의 심리학자이다. 다중지능이론을 제시하였다. 하워드 가드너는 <다중지능: 인간 지능의 새로운 이해>와 <비범성의 발견> 그리고 <열정과 기질> 등을 지은 교육이론의 대가로, 세계 여러 나라에서 그의 이론에 근거를 둔 연구소와 단체가 운영 되고  있다.

## 경력
- 미국 하버드 대학교 교육대학원 교육심리학 교수
- 미국 보스턴 대학교 의과대학 신경학과 교수
- 미국 하버드대학교 프로젝트 제로 연구소 책임자, 운영위원장

## 저서
- 열정과 기질

## 상훈
- 1981년: 맥아더 펠로우쉽
- 1990년: 그라베마이어상